# 山口県道304号江崎停車場線
山口県道304号江崎停車場線（やまぐちけんどう304ごう えさきていしゃじょうせん）は、山口県萩市を通る一般県道である。

## 概要
JR西日本山陰本線 江崎駅から島根県道・山口県道17号津和野田万川線交点に至る。

### 路線データ
- 起点：萩市大字下田万（JR西日本山陰本線 江崎駅
- 終点：萩市大字上田万（島根県道・山口県道17号津和野田万川線交点）

## 歴史
- 1958年（昭和33年）10月1日 - 山口県告示第644号の2により認定される。
- 1972年（昭和47年）頃 - 現行の県道番号に変更される。
- 2005年（平成17年）3月6日 - 阿武郡田万川町が萩市に移行したことにより全線が萩市を通る路線になる。

## 地理

### 通過する自治体
- 山口県
  - 萩市

### 交差する道路
| 交差する道路                         | 交差する場所 | 交差する場所 |
| ------------------------------------ | ------------ | ------------ |
| 島根県道・山口県道17号津和野田万川線 | 大字上田万   | 終点         |

### 交差する鉄道
- 山陰本線

### 沿線
- JR西日本山陰本線 江崎駅
- 萩市役所 田万川総合事務所
- 萩市立田万川中学校
- 萩市立多磨小学校